# Іродіади

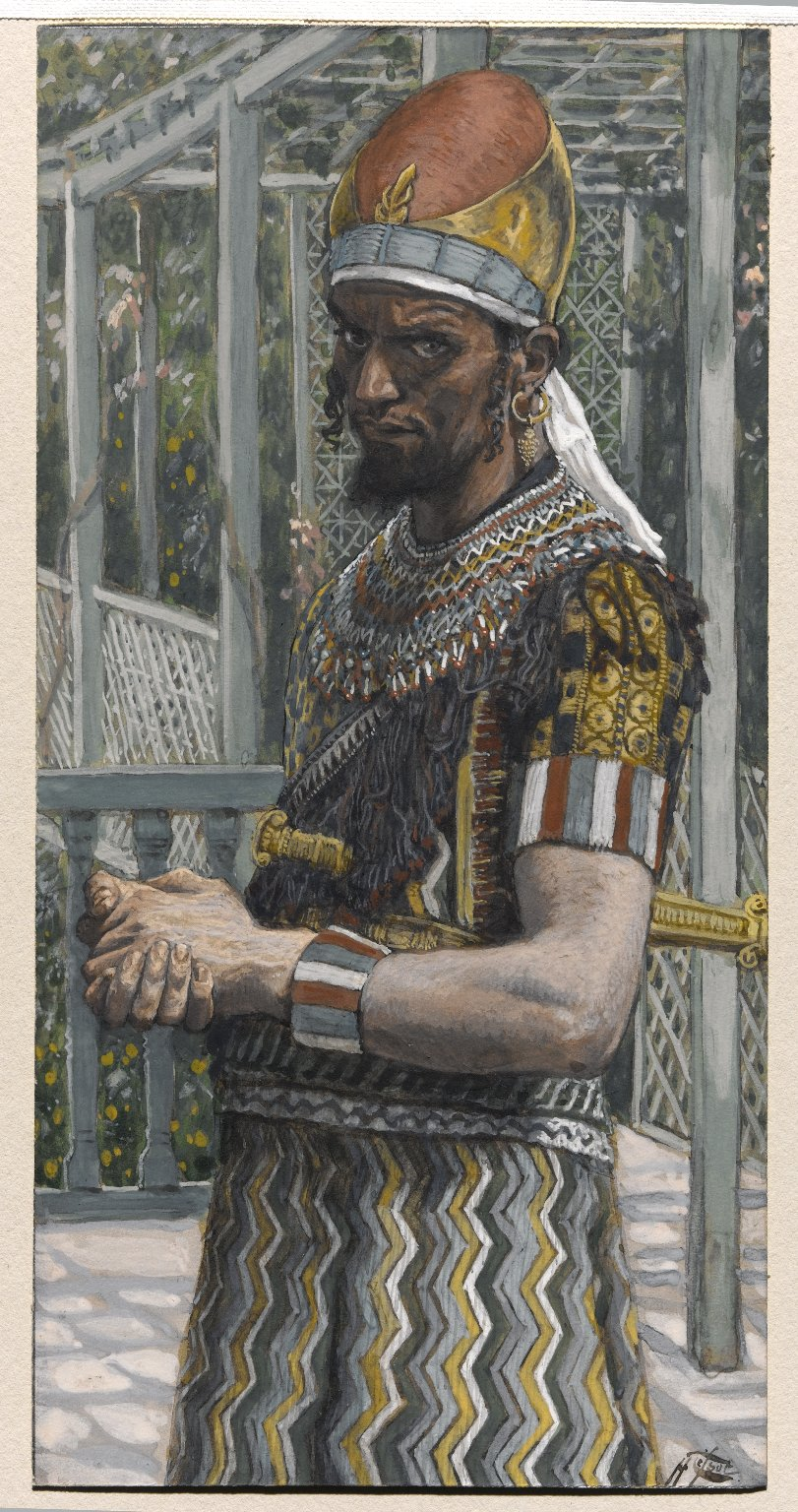
Джеймс Тіссо. «Ірод Великий»

Іродіади — царська династія, що правила під покровительством Риму в Юдеї чи на частині її території від 37 до н. е. до 76 року н. е. Новий Заповіт згадує принаймні одинадцятьох членів династії.

## Історія
Засновником династії був Ірод I Великий, син Антипатра II, який 47 року до н. е. став прокуратором Юдеї. 37 року до н. е. Ірод отримав від римлян царський титул.
Попри складну політичну ситуацію, в якій доводилось правити Іроду, його царювання відзначилось значним піднесенням Юдеї. Держава за його правління значно зміцнилась та розширила свої кордони. Це почало викликати пересторогу у римлян, тому після смерті Ірода імператор Август розділив країну між трьома його синами. Архелай отримав центральний район — власне Юдею, Ідумею та Самарію, але без прибережних грецьких міст Гадари й Гіппоса (вони відійшли до римської провінції Сирії). Антипа отримав Галілею та Перею (Зайордання), а Филип — південносирійські володіння Ірода (Трахонею, Батанею й Авранітиду). Жоден з принців не мав царського титулу. Архелай став етнархом, а його брати — тетрархами. Обидва останніх правили своїми володіннями упродовж кількох десятиліть. Архелай перебував при владі лише десять років. 6 року н. е. за численні зловживання Август позбавив його влади й заслав до Галлії. Юдея стала римською провінцією.
37 року імператор Калігула надав царський титул і тетрархію Филипа (який до того часу помер) онуку Ірода I, Агріппі I. За два роки імператор заслав до Іспанії його дядька Антипу, а володіння останнього передав Агріппі. 41 року Агріппа домігся від нового імператора — Клавдія — дозволу приєднати до своїх володінь власне Юдею. Його брат Ірод II отримав царство Халкиду. Таким чином, на короткий термін країна знову стала васальним царством. Утім 44 року, після смерті Агріппи, вона знову перейшла під владу римлян. 49 року, після смерті Ірода II, син Агріппи I, Агріппа II, був проголошений царем Халкіди з правом нагляду над Єрусалимом. Незадовго до смерті 53 року Клавдій долучив до його володінь колишню тетрархію Филипа (тобто Батанею, Трахонею та Гавлан). 66 року Агріппа II усіма силами намагався зупинити початок юдейського повстання, але, побачивши, що це неможливо, залишив Єрусалим та поїхав до свого царства. Повсталі юдеї вигнали з міста його війська та спалили його палац. Надалі Агріппа II допомагав Веспасіану у замиренні Юдеї. Після його смерті всі юдейські землі були передані під владу римських намісників (прокураторів).

## Династія Ірода
| Ім'я                               | Титул | Роки життя                   | Роки правління                    | Примітки |  |
| ---------------------------------- | --- | ---------------------------- | --------------------------------- | --- |  |
| Ірод I Великий                     | Тетрарх Галілеї та Переї цар Юдеї, Ідумеї та Переї                                                                       | 74—4 до н. е.                | 43—40 до н. е. 40/37 — 4 до н. е. | Отримав титул тетрарха від Марка Антонія; 40 року був проголошений царем Юдеї в римському Сенаті; 37 захопив Єрусалим та став царем Юдеї |  |
|                                    | |                              |                                   | |  |
| Ірод Архелай                       | Етнарх Юдеї, Ідумеї та Самарії                                                                                           | 23 до н. е. — 18 н. е.       | 4 до н. е. — 6 н. е.              | Був засланий до Галлії |  |
| 6 н. е.: римська анексія Єрусалима | |                              |                                   | |  |
| Ірод Филип II                      | Тетрарх Ітуреї та інших північно-східних областей: Трахонеї, Батанеї, Гавланитіди, Панеади й Авранитіди (Південна Сирія) | 20? до н. е. — 34 н. е.      | 4 до н. е. — 34 н. е.             | |  |
| Ірод Антипа                        | Тетрарх Галілеї та Переї                                                                                                 | 20 до н. е. — після 39 н. е. | 4 до н. е. — 39 н. е.             | Був засланий до Іспанії імператором Калігулою                                                                                            |  |
| Ірод Агріппа I                     | Тетрарх Трахонеї, Батанеї, Авранитіди й Абілени тетрарх Галілеї та Переї цар Юдеї та Самарії                             | 10 до н. е. — 44 н. е.       | 37—41 39—41 41—44                 | Був наступником Ірода Филипа, Ірода Антипи, а потім і всього царства Ірода Великого                                                      |  |
| Ірод Халкіський                    | Цар Халкіди | 15 до н. е. — 48 н. е.       | 41—48                             | |  |
| Ірод Агріппа II                    | Цар Халкіди правитель Самарії цар Юдеї (Галілеї, Трахонеї, Батанеї й Авранитіди)                                         | 28—96                        | 49—54 48—76 53—91                 | Після руйнування Юдеї 70 року зберіг владу на півночі Ізраїлю                                                                            |  |